# 山屋の田植踊
山屋の田植踊（やまやのたうえおどり）は、岩手県紫波郡紫波町の山屋地区に伝わる民俗芸能。昭和56年（1981年）に国の重要無形民俗文化財に指定された。

## 概要
始まりの時期は明確ではないが、奥州藤原氏の頃に砂金採取のため来住した孫六なる者が踊る田楽、田舞を土地の豪族菅原氏が里人に伝承を受けさせたことにはじまると伝わる。また、由来書によると孫六は京の伏見在の山屋乙女石峠八枚金山の支配人で、芸事に優れた人であったという。山屋地区を流れる天王川の源流域は女牛鉱山竪金鉱床に近接し、中流域には長福金山もあり、当時これらの鉱床に由来する砂金が採掘されていた可能性があり、付近には「遠山田植踊」や「舟久保さんさ踊」といった同じく金採掘に関わる由緒を持つ芸能がある。
毎年小正月の15日に庭元の田の神様に一行が集まり、笠揃えの行事を行い一年の田植踊が始まる習慣となっており、2月までの冬の期間旦那衆の家々を豊作祈願をしながら連日のように廻ったといわれる。田植踊は、稲田の作業を舞踊化し真似ることで、その年の豊年を祈願する「予祝」の意味を持つ芸能で、一般的には正月期間に行われ、屋外で演じる「庭田植え」と、室内で演じる「座敷田植え」があるが、本田植踊は早乙女の笠ふりと間をつなぐ仲踊が中心となり、座敷で踊る「座敷田植え」と呼ばれるものである。
前口上から始まり「三番叟」から、1年の稲作過程を歌と踊りで順々に演じてみせる。さらに、囃子舞などの余興も加えられ進行に興が添えられる。初春の予祝の行事が風流化され、きわめて多彩な芸内容を持った田植踊である。